# Xã East Allen, Quận Northampton, Pennsylvania
Xã East Allen (tiếng Anh: East Allen Township) là một xã thuộc quận Northampton, tiểu bang Pennsylvania, Hoa Kỳ. Năm 2010, dân số của xã này là 4.903 người.